# Yellow (chanson)
Pour les articles homonymes, voir Yellow.
Singles de Coldplay
Shiver
(2000) Trouble
(2000)
Pistes de Parachutes
Sparks Trouble
Yellow est une chanson du groupe britannique Coldplay, second single extrait de l'album Parachutes (et "lead-single" aux États-Unis), paru en 2000. Supportée par un grand nombre de passages à la radio, la chanson fut l'objet d'un succès fulgurant, et reste aujourd'hui l'une de leurs plus connues. Elle figurait dans la file d'attente de l'ancienne attraction de Disneyland Paris, Rock 'n' Roller Coaster.

## Genèse et enregistrement

### Composition
Le morceau fut écrit dans un studio gallois, le "Quadrangle", où le groupe s'attela à la réalisation de son premier album. Un soir, alors qu'ils avaient achevé "Shiver", un de leurs futurs succès, il s'accordèrent une pause pour sortir un moment dehors.
« Nous étions tous assis autour du studio, raconte le batteur Will Champion, Cela faisait des mois que nous nous étions installés ici, et il était impossible d'observer le ciel, à cause de toutes ces lumières ».
Ce soir-là, le groupe sort donc de la ville, et atterrit en pleine campagne, où le ciel est parfaitement dégagé, ce qui leur permet de profiter de la nuit étoilée qui s'offre à eux.
Cette vue prenante inspira alors le chanteur Chris Martin, qui revint au studio avec la suite d'accords qui lui était venue. « Cela a débuté doucement, poursuit Champion, un peu comme un titre de Neil Young, puis le guitariste Jonny Buckland a commencé à jouer, à jeter des idées, et un riff a pris forme, donnant un aspect plus pesant au morceau ».
Au départ, Chris refusa de prendre cette chanson au sérieux, bien qu'il acceptât de travailler les accords trouvés pour en modeler un refrain, ce qui sembla "lancer" la chanson.
Au moment de s'atteler aux paroles, Chris sentit qu'il manquait un thème général à cette chanson, autour duquel elle devait s'édifier ; en quête d'inspiration, il regarda autour de lui dans le studio, et tomba sur un bottin "Pages jaunes" : l'idée était trouvée. « Dans un univers parallèle, cette chanson doit s'appeler "Playboy" », plaisanta-t-il plus tard au sujet de cette base d'inspiration atypique. Le reste du texte fut coécrit par la bande entière, le bassiste Guy Berryman ayant proposé lui-même la ligne d'ouverture (« Look at the stars »).
Il existe plusieurs interprétations de cette chanson, notamment celle qui explique que "Yellow" fait référence à la maladie qu'a eu la mère d'un des membres du groupe, la peau de celle-ci devenant toute jaune. Ainsi la phrase "Your skin, oh yeah your skin and bones turn into something beautiful" prend tout son sens.
Composée en quelques heures, la chanson fut enregistrée la nuit-même.

### Enregistrement
Comme pour la quasi-totalité des pistes de "Parachutes" (excepté High Speed), Yellow fut produite par Ken Nelson et fut l'objet de nombreuses tentatives infructueuses, le résultat d'enregistrement ne convenant presque jamais aux attentes du groupe. « C'était vraiment difficile de finaliser l'enregistrement, car on l'avait à 5 ou 6 tempos différents, raconte Champion. Impossible de choisir lequel conviendrait le mieux, soit on semblait expédier la chose, soit ça se traînait ». « Chaque changement de tempo incluait un "groove" différent », précisa Nelson.
Pour ce faire, la chanson fut enregistrée en "live" (comme la plupart des morceaux de l'album), et Buckland superposa ses parties de guitares (overdubbs). Après quelques enregistrements, la bande fut finalement satisfaite du travail final et les voix furent enfin posées.

## Clip vidéo

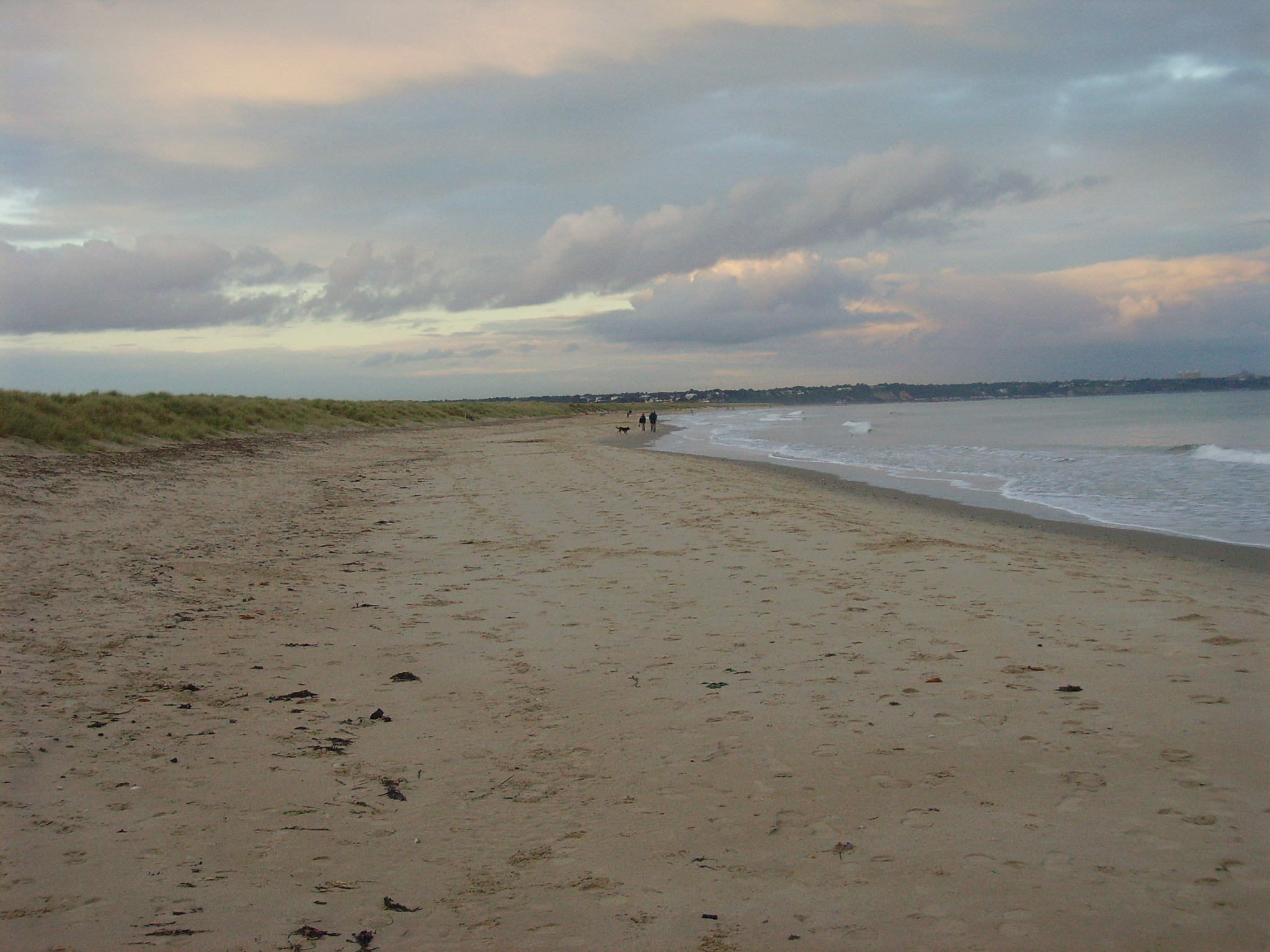
La plage de Studland, le lieu de tournage du clip.

Le tournage du clip vidéo de Yellow se déroule sur la baie de Studland, un petit village du comté de Dorset, dans le Sud de l’Angleterre. D'une réalisation minimaliste, la vidéo représente Chris marchant sur la plage, au ralenti, alors que le jour se lève.
À l'origine, le groupe entier était censé apparaître dans le clip, mais les funérailles de la mère de Champion, décédée des suites d'un cancer, ont lieu le même jour ; Chris est donc choisi comme seul acteur de la scène.
Dirigée par des représentants de la Artists Company, la vidéo est filmée à 50 images par seconde, deux fois plus rapidement qu'une vidéo normale, dans le but d'obtenir un effet de ralenti lors d'une remise à niveau à 25 images par seconde. Pour ce faire, Chris doit mimer un chant deux fois plus rapide que le tempo original de la chanson.

## Reconnaissance
La chanson est classée 15e dans le Top 1000 de la radio britannique XFM. Elle est également incluse dans la sélection des 660 « chansons qui ont façonné le rock 'n' roll » du Rock and Roll Hall of Fame.